# 555 California Street
555 California Street – budynek w San Francisco w USA, zaprojektowany przez Pietro Belluschi, Skidmore, Owings & Merrill i Wurster, Bernardi & Emmons. Jego budowa zakończyła się w 1969 roku. Ma 237 metrów wysokości i 52 piętra. Pod ziemią znajdują się kolejne 4 poziomy, a prawidłowy przepływ ludzi zapewnia 38 wind. Jest wykorzystywany w celach biurowych, oraz gastronomicznych. Został on wykonany w stylu międzynarodowym. Jest to obecnie drugi co do wysokości wieżowiec w San Francisco, zaraz po Transamerica Pyramid. Przez 3 lata był najwyższy w mieście. Do czasu fuzji Bank of America i NationsBank w 1988 roku był siedzibą firmy BofA, która obecnie ma siedzibę w mieście Charlotte. 22 września 2005 roku gmach został zakupiony za 1,05 miliarda dolarów przez Hudson Waterfront Associates' Henry Cheng and Vincent Lo.

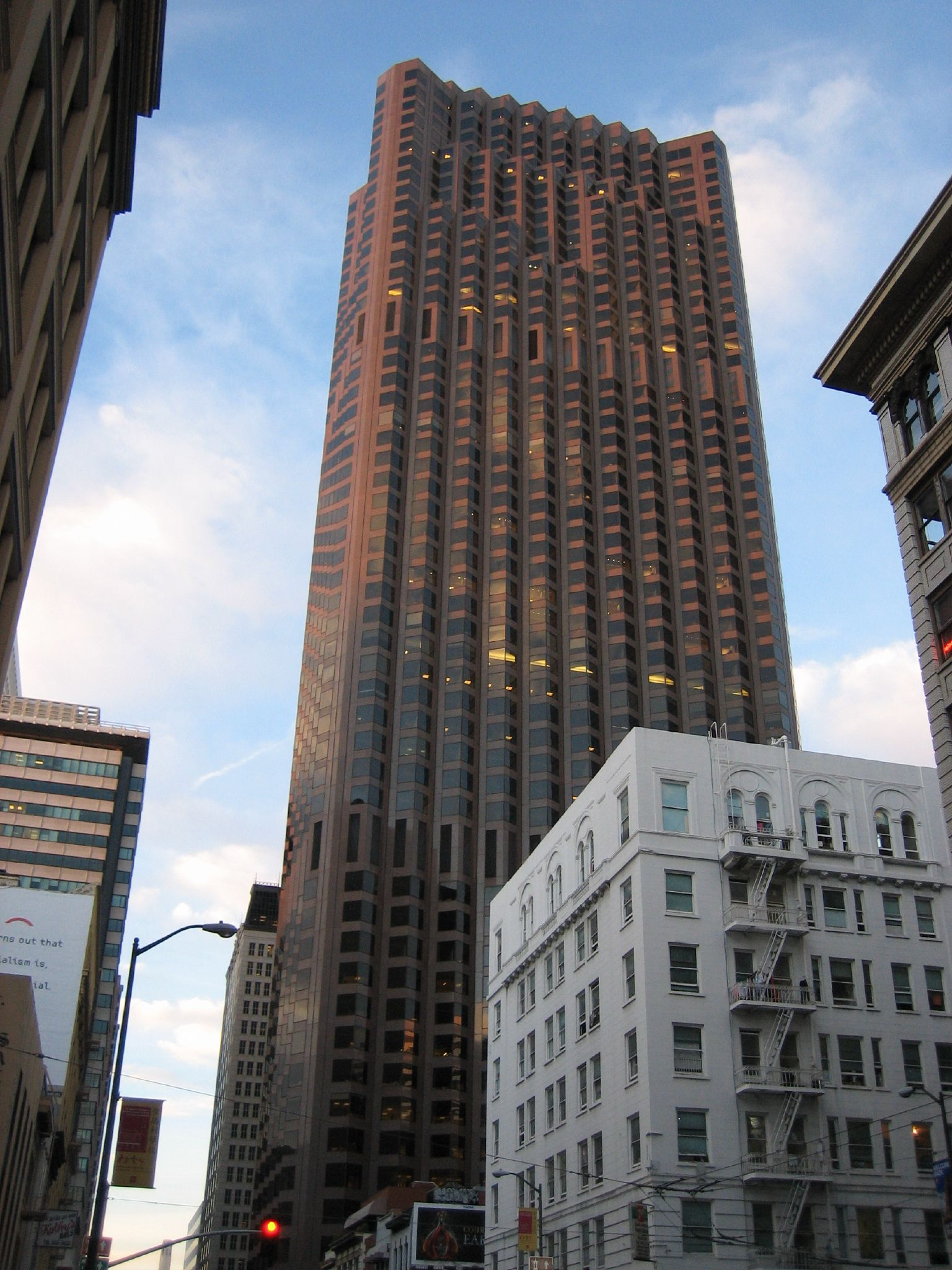
555 California Street

 Zmienił wtedy swoją nazwę z Bank of America Center na 555 California Street. Budynek położony jest w bardzo dogodnym miejscu, w centrum finansowym miasta. Na 52. piętrze znajduje się restauracja Carnelian Room, z której roztacza się widok na całe miasto.